# Холодні Ключі
Холо́дні Ключі́ (рос. Холодные Ключи) — селище у складі Оренбурзького міського округу Оренбурзької області, Росія.
Станом на 2002 рік називалось село Ключі.

## Населення
Населення — 196 осіб (2010; 221 у 2002).
Національний склад (станом на 2002 рік):
- росіяни — 53 %